# 近藤乾郎
近藤 乾郎（こんどう けんろう、1879年（明治12年）5月13日） - 1965年（昭和40年）10月17日）は、愛知県碧海郡鷲塚村（現・碧南市）出身の医師（医学博士）。

## 経歴

### 青年時代

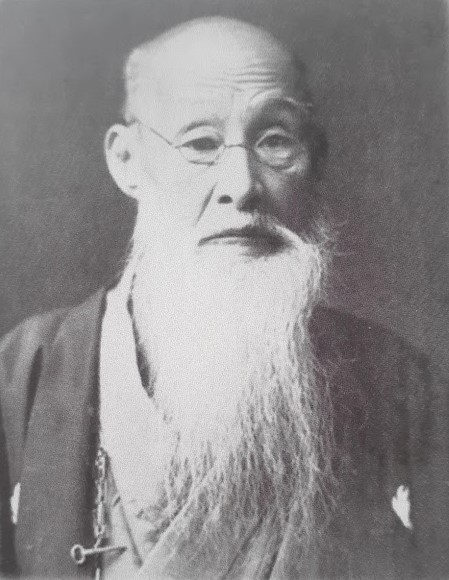
父の近藤坦平

1879年（明治12年）5月13日、近藤坦平の三男として生まれた。1903年（明治36年）、義兄である近藤次繁の妹としと結婚した。兄ふたりと弟（坦平の長男・二男・四男）は幼くして病没しており、三男である乾郎が近藤家の家督を継いでいる。
1904年（明治37年）に大阪高等医学校（現・大阪大学医学部）を卒業し、京都帝国大学医化学教室などで研究活動を行った後、1908年（明治41年）からドイツとオーストリアのウィーン大学に留学した。留学前には洋々医館の同窓生らが集まって祝賀会が催されている。

### 医師として

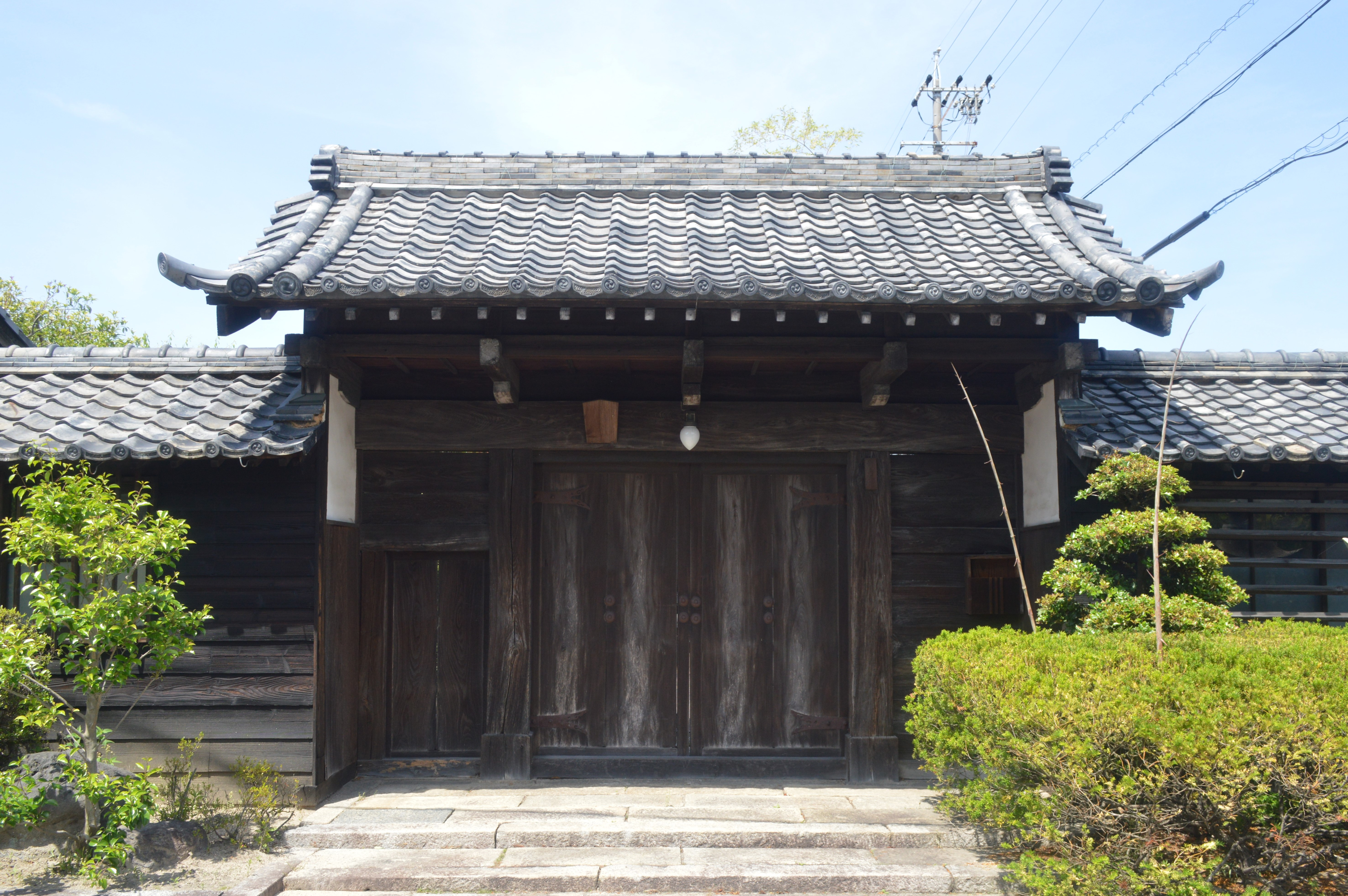
洋々医館の門

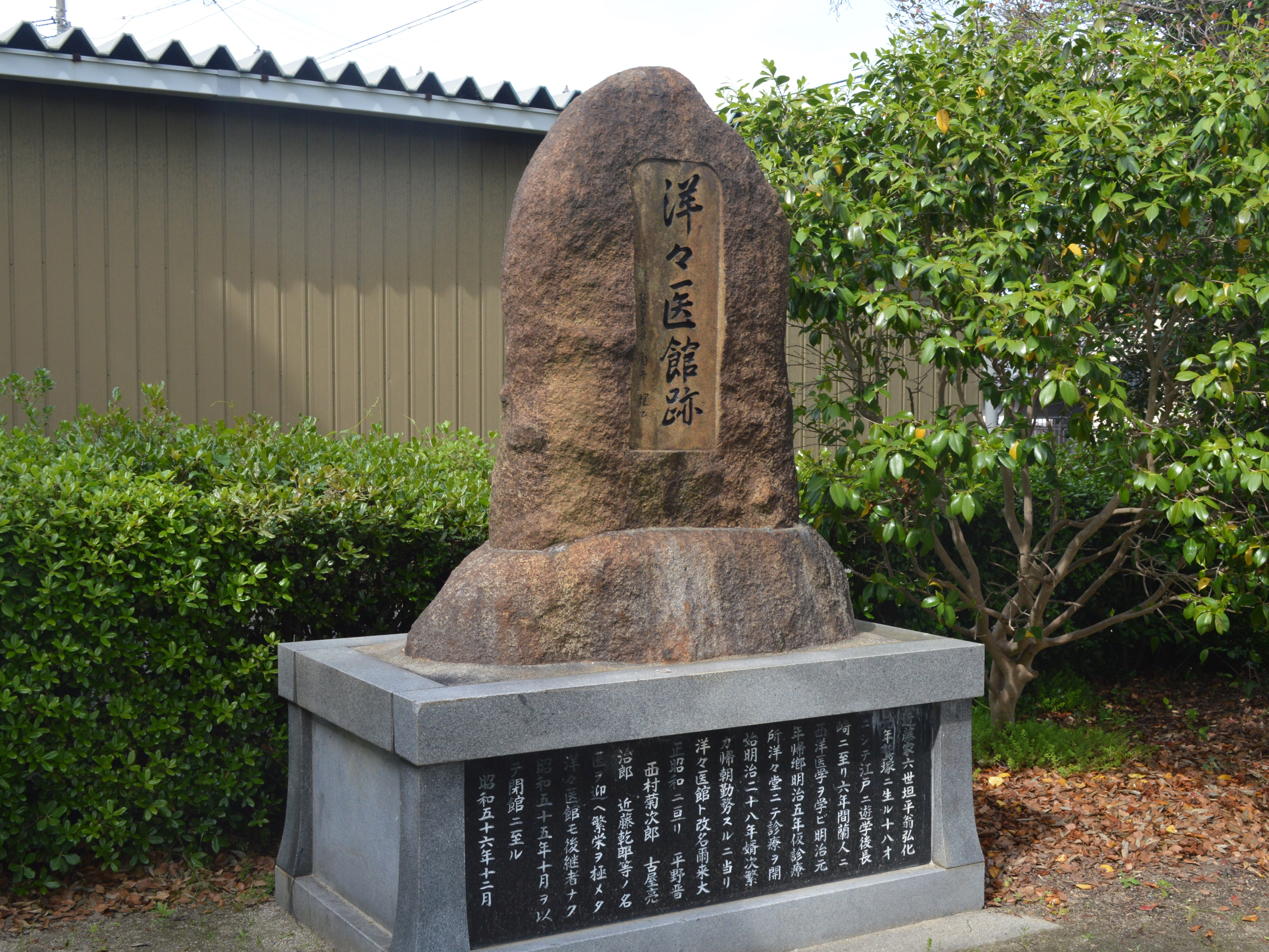
洋々医館跡

1910年（明治43年）に坦平が洋々医館の病院長を退任した後、杉山卯三郎と田中島吉の2人が病院長代理を務めていたが、1912年（明治44年）に乾郎が帰国すると5月には洋々医館の病院長に就任した。同年3月1日には開業記念祝賀会が催されている。
この頃の洋々医館は伝染病室、研究室、手術室、レントゲン室各1棟と近藤文庫を有していた。乾郎の専門は内科であり、仲村仁平が外科主任に就任した。1913年（大正2年）に愛知県で行われた陸軍特別大演習の際には、坦平と乾郎が名古屋市で開催された宴会に招待された。
しかし、1913年（大正2年）には駿河台病院の内科部長に就任し、1914年（大正3年）には東京市四谷区北伊賀町（現・東京都新宿区四谷三栄町）に近藤内科病院（近藤病院）を開業した。さらには、東京逓信診療所嘱託医師、日本結核予防協会評議員、全日本看護婦連盟主事などを務めた。
乾郎が鷲塚を去った1915年（大正4年）以降に洋々医館の院長を務めた人物には、平野晋、西村菊治郎、伊藤孝一郎、古居亮治郎（刈谷豊田病院初代院長）、須磨治海、正木治郎、滝本俊夫、伊藤明、酒井正巳、鈴木良人などがいる。乾郎は1930年（昭和5年）以降に洋々医館の顧問を務めた。
太平洋戦争末期の1945年（昭和20年）には戦災で近藤病院が全焼した。戦災後には帰郷して洋々医館で週3回の診療に従事していたが、戦後には再び上京した。政治的には修正資本主義を志向し、共産主義を嫌悪した。

### 死去
1965年（昭和40年）に10月17日に東京で死去した。乾郎の死去によって病院としての洋々医館が廃止され、洋々医館は診療所となった。既に近藤家には洋々医館の跡を継ぐ医師がおらず、1964年（昭和39年）9月から勤務していた長谷川隆男が診療所長となった。

## 家族

### 近藤家
- 祖父：近藤安中 - 医師。
  - 父：近藤坦平
    - 義兄：鶴見次繁（近藤次繁） - 医学博士。東京帝国大学医学部教授。
    - 本人：近藤乾郎 - 医学博士。
    - 姉妹：おきて - 医学博士の鶴見次繁（近藤次繁）と結婚[9]。
    - 姉妹：なよ子 - 医学博士の伊丹範と結婚[9]。
    - 姉妹：すま子 - 医学博士の田村昌と結婚[9]。

  - 叔父：近藤良薫 - 横浜市の開業医。横浜医師会長・神奈川県医師会長、横浜七十四銀行取締役[9]。
  - 叔父：近藤浩平 - 医師。坦平とともに蜜蜂義塾の教授を務めたが、早くに死去している[9]。